# Hydra mohensis
Hydra mohensis is een hydroïdpoliep uit de familie Hydridae. De poliep komt uit het geslacht Hydra. Hydra mohensis werd in 1999 voor het eerst wetenschappelijk beschreven door Fan & Shi. 